# Super Bowl XXI
A Super Bowl XXI az 1986-os NFL-szezon döntője volt. A mérkőzést a Rose Bowl Stadionban játszották 1987. január 25-én. A mérkőzést a New York Giants nyerte.

## A döntő résztvevői
A Denver Broncos az alapszakaszban 11–5-ös eredménnyel zárt az AFC konferenciában és a második helyen jutott a rájátszásba. Erőnyerőként csak a konferencia-elődöntőben kapcsolódott be a rájátszásba, ahol otthon a New England Patriotsot verte, utána a konferenciadöntőben idegenben győzte le a Cleveland Brownst. A Broncos korábban egyszer játszott a Super Bowlon, 1978-ban.
A New York Giants az alapszakaszbeli 14–2-es mutatóval az NFC első kiemeltjeként került a rájátszásba. A Giants is erőnyerő volt, csak a konferencia-elődöntőben játszott először. Idegenben a San Francisco 49erst győzte le, majd a konferenciadöntőben otthon a Washington Redskins ellen győzött. A Giants-nek ez volt az első Super Bowl részvétele.

## A mérkőzés
A mérkőzést 39–20-ra a New York Giants nyerte, amely története első Super Bowl-győzelmét aratta. A legértékesebb játékos díját a Giants irányítója, Phil Simms kapta.
| N | Idő   | Drive | Drive | Drive     | Csapat  | Play leírása                                                                        | Pont    | Pont   |
| N | Idő   | Play  | Yard  | Időtartam | Csapat  | Play leírása                                                                        | Broncos | Giants |
| - | ----- | ----- | ----- | --------- | ------- | ----------------------------------------------------------------------------------- | ------- | ------ |
| 1 | 10:51 | 7     | 45    | 4:09      | Broncos | Mezőnygól. Rich Karlis 48 yardról.                                                  | 3       | 0      |
| 1 | 5:27  | 9     | 78    | 5:24      | Giants  | Touchdown. Zeke Mowatt 6 yardos átadás Phil Simms-től. Raul Allegre jutalomrúgás.   | 3       | 7      |
| 1 | 2:06  | 6     | 58    | 3:21      | Broncos | Touchdown. John Elway 4 yardos futás. Rich Karlis jutalomrúgás.                     | 10      | 7      |
|   |       |       |       |           |         |                                                                                     |         |        |
| 2 | 2:46  | –     | –     | –         | Giants  | Safety. George Martint földre vitték a célterületen.                                | 10      | 9      |
|   |       |       |       |           |         |                                                                                     |         |        |
| 3 | 10:08 | 9     | 63    | 4:52      | Giants  | Touchdown. Mark Bavaro 13 yardos átadás Phil Simms-től. Raul Allegre jutalomrúgás.  | 10      | 16     |
| 3 | 3:54  | 8     | 32    | 5:07      | Giants  | Mezőnygól. Raul Allegre 2128 yardról.                                               | 10      | 19     |
| 3 | 0:24  | 5     | 68    | 2:14      | Giants  | Touchdown. Joe Morris 1 yardos futás. Raul Allegre jutalomrúgás.                    | 10      | 26     |
|   |       |       |       |           |         |                                                                                     |         |        |
| 4 | 10:56 | 6     | 52    | 3:50      | Giants  | Touchdown. Phil McConkey 6 yardos átadás Phil Simms-től. Raul Allegre jutalomrúgás. | 10      | 33     |
| 4 | 6:01  | 12    | 73    | 4:55      | Broncos | Mezőnygól. Rich Karlis 28 yardról.                                                  | 13      | 33     |
| 4 | 3:18  | 5     | 46    | 2:43      | Giants  | Touchdown. Ottis Anderson 2 yardos futás. A jutalomrúgás rossz.                     | 13      | 39     |
| 4 | 2:06  | 5     | 69    | 1:12      | Broncos | Touchdown. Vance Johnson 47 yardos átadás John Elway-tól. Rich Karlis jutalomrúgás. | 20      | 39     |